# 鹿鸣宴
鹿鸣宴，为科举制度中规定的一种宴会，始于唐代。

## 概述
唐代州县一级的考试称为解试，得中者称乡贡，亦称举人。鹿鸣宴就是为乡试后新科举人所设的宴会，因宴席中要唱吟《诗经·小雅》中的“鹿鸣”之诗：“呦呦鹿鳴，食野之蘋。我有嘉賓，鼓瑟吹笙....”而取名为鹿鸣宴。此宴设于乡试放榜次日，由地方官吏主持，宴请之人除了新科举子之外，还有称为内外帘官等考场工作人员。
鹿鸣宴在主要是为得解举子饯行、励志的北宋，还相对普及；但在南宋则更多地强调鹿鸣宴古礼仪制和政教功能的恢复，缺少改造和更新，其繁文缛节又加重了地方的经济负担，使之几近废礼。
明清两代沿袭唐例，鹿鸣宴同为地方长官宴请乡试中举的学子。清代鹿鸣宴更为隆重，宴会由省内巡抚所主持，即宴请新科举人，也同时招待考官，席间不仅唱《鹿鸣》诗，还跳魁星舞，规模宏大且场面热闹。

## 來源傳說
- 鹿鸣宴得名于明朝皇帝宴请科举学子以“鹿”为主脯的宫廷御膳，用来表示皇恩浩荡和对人才的器重。鹿一直来被崇为仙兽，意象为难得之才；皇帝贵为天子，“鸣”意为天赐，故皇帝为东，才子为客的这一御膳被名为“鹿鸣宴”，意指天子觅才、重才之宴。
- 鹿与“禄”谐音，古人常以鹿来象征“禄”的含义，以此为升官发财的盼望，而新科入举乃是入“禄”之始。但由于古代人们自谦含蓄，并不愿将财富放在嘴边，因为与修身齐家治国平天下的儒家思想有出入的，于是取了“鹿鸣”这么一个富有诗意的名字。
- 鹿鸣宴典故出自《詩經‧小雅‧鹿鳴》：「呦呦鹿鳴，食野之蘋。我有嘉賓，鼓瑟吹笙....」，該詩有宴請、招集賢臣之意，因此將招待新科進士的宴會稱為鹿鸣宴，有讚美新科進士將為國之棟樑之意。

## 相关诗词
- 《新唐书·选举制上》：“每岁仲冬……试已，长吏以、乡饮酒礼，会属僚，设宾主，陈俎肉，备管弦，牲用少牢，歌《鹿鸣》之诗。”
- 《送杨少尹序》：“杨君始冠，举于其乡，歌鹿鸣而来也。”

## 菜譜

### 中國
清代
1. 點心
2. 第1度（四熱葷）
  - 珊瑚鴿脯
  - 五彩銀針
  - 合浦珠還
  - 鍋貼鱸魚
3. 四大菜
  - 鳳凰官燕
  - 白菌雞腰
  - 千層石斑
  - 鳳爪山瑞
4. 鹹點、湯
5. 第2度
  - 梅花裙翅
  - 香露全雞、鴛鴦螺裙
  - 花放龍團
  - 燒乳豬全體
6. 甜點
7. 第3度（四冷葷）
  - 葵花拼響螺
  - 雲腿鴛鴦雞
  - 炸鳳肝菜膽
  - 鴨臀拼腰子
8. 四大菜
  - 熊掌鷓鴣
  - 海上神仙
  - 龍王抱子
  - 蘑菇鴿蛋
9. 鹹點、湯
10. 第4度
  - 鹿尾巴水鴨
  - 紅扒海參
  - 比翼藍田
  - 雪耳鴨舌
11. 掛爐鴨、餑餑
12. 甜點
13. 四冷熱葷、四生京果、四式糖果、四點心飯菜